# Pete Smith (Autor)

Pete Smith. Foto: Maria Harsa

Pete Smith (* 21. August 1960 in Soest) ist ein deutscher Schriftsteller.

## Leben
Pete Smith ist als Sohn einer Spanierin und eines Engländers in Soest aufgewachsen. Er besuchte das Aldegrever-Gymnasium, an dem er 1980 sein Abitur absolvierte. Nach einem mehrmonatigen Aufenthalt in London schrieb er sich an der Westfälischen Wilhelms-Universität Münster für ein Studium der Germanistik, Philosophie und Publizistik ein, das er 1987 mit dem magister artium abschloss. Nach einem Volontariat beim Westfälischen Anzeiger arbeitete er einige Jahre als Kulturredakteur der Ärzte Zeitung in Neu-Isenburg, bevor er sich in Frankfurt am Main als freier Schriftsteller niederließ.
Smith schreibt Romane, Erzählungen, Essays sowie Kinder- und Jugendbücher, die u. a. im Ueberreuter Verlag erschienen sind und zum Teil in mehrere Sprachen übersetzt wurden. Neben anderen Auszeichnungen erhielt er 2012 für sein Romanprojekt Endspiel, das 2015 im Societäts-Verlag veröffentlicht wurde, den Robert Gernhardt Preis. Seit 2015 legt er auch Neuausgaben seiner vergriffenen Titel in der Edition Gegenwind vor.
Pete Smith lebt in Frankfurt am Main.

## Bibliografie

### Erzählungen, Romane
- Wer unterscheidet den Tänzer vom Tanz?. Roman. Klaus Bielefeld Verlag, Friedland 1998. ISBN 978-3-932325-36-6.
- Mr. Miramar. Erzählung. Edition Eigensinn, Mainaschaff 1999. ISBN 978-3-930684-37-3.
- David und Frederik. Erzählung. Edition Eigensinn, Mainaschaff 1999. ISBN 978-3-930684-36-6.
- Endspiel. Roman. Societäts-Verlag, Frankfurt am Main 2015. ISBN 978-3-95542-120-5.

TB-Neuausgabe: Edition Gegenwind – BoD, Norderstedt 2022. ISBN 978-3-7568-3254-5.
- Das Mädchen vom Bethmannpark. Roman. Societäts-Verlag, Frankfurt am Main 2016. ISBN 978-3-95542-191-5.

TB-Neuausgabe: Edition Gegenwind – BoD, Norderstedt 2023. ISBN 978-3-7583-0213-8.
- Fliegen lernen. Roman. Societäts-Verlag, Frankfurt am Main 2019. ISBN 978-3-95542-355-1.

### Kinder- und Jugendliteratur
- Der Junge mit dem Allerweltsgesicht. Quantenspringer Verlag, Frankfurt/Main und Hamburg 1998.
- Das Geheimnis von Schloss Gramsee. Ueberreuter Verlag, Wien 2002.

TB-Neuausgabe: Edition Gegenwind – BoD, Norderstedt 2015. ISBN 978-3-7347-4430-3.
- Mein Freund Jeremias, illustriert von Hans-Jürgen Feldhaus. Ueberreuter Verlag, Wien 2004.

TB-Neuausgabe: Edition Gegenwind – BoD, Norderstedt 2015. ISBN 978-3-7347-3645-2.
- Tausche Giraffe gegen Freund, illustriert von Rooobert Bayer. Ueberreuter Verlag, Wien 2004

TB-Neuausgabe: Edition Gegenwind – BoD, Norderstedt 2015. ISBN 978-3-7347-3589-9.
- 1227 Verschollen im Mittelalter. Ueberreuter Verlag, Wien 2004.

TB-Neuausgabe: Edition Gegenwind – BoD, Norderstedt 2015. ISBN 978-3-7347-9803-0.
- 168 Verschollen in der Römerzeit. Ueberreuter Verlag, Wien 2006.

TB-Neuausgabe: Edition Gegenwind – BoD, Norderstedt 2015. ISBN 978-3-7386-1513-5.
- 2033 Verschollen in der Zukunft. Ueberreuter Verlag, Wien 2008.

TB-Neuausgabe: Edition Gegenwind – BoD, Norderstedt 2015. ISBN 978-3-7386-2416-8.
- So voller Wut. Ueberreuter Verlag, Wien 2009. ISBN 978-3-596-81008-6

Amok – Der Weg des Kriegers. TB-Neuausgabe. Edition Gegenwind – BoD, Norderstedt 2019. ISBN 978-3-7481-8482-9.
- Arm sind die anderen. Ueberreuter Verlag, Wien 2011. ISBN 978-3-8000-5635-4.

TB-Neuausgabe, Oetinger Taschenbuch, Hamburg 2013. ISBN 978-3-8415-0219-3.
TB-Neuausgabe, Edition Gegenwind – BoD, Norderstedt 2019. ISBN 978-3-7481-9388-3.

## Auszeichnungen
- 1997: 1. Preis im Literaturwettbewerb „Deutsches Jahrbuch für Autoren“ für Melzers Einfall
- 2005: Zehn besondere Bücher zum Andersentag – darunter 1227 Verschollen im Mittelalter
- 2010: 3. Platz beim Gerhard-Beier-Preis für So voller Wut
- 2012: Robert Gernhardt Preis für sein Projekt Endspiel
- 2015: Einladung zum 17. Irseer Pegasus
- 2015: Finalist beim 8. Literaturpreis Wartholz
- 2016: 2. Preis beim Stockstädter Literaturwettbewerb
- 2017: Sonderpreis beim Stockstädter Literaturwettbewerb